# Табуасу
Табуа́су (порт. Tabuaço; МФА: [tɐ.bu.ˈa.su]) — муніципалітет і містечко в Португалії, в окрузі Візеу. Розташований у центрально-північній частині країни, на теренах історичної португальської провінції Бейра. Належить до Ламегуської діоцезії Католицької церкви в Португалії. Права міського самоврядування має з XIV ст року. Поділяється на 13 парафій. За адміністративним поділом, чинним до 1976 року, був складовою провінції Трансмонтана і Верхнє Дору. Площа муніципалітету — 133,86 км², населення муніципалітету — 6350 ос. (2011); густота населення — 47,44 осіб/км²
. Патрон — Діва Марія. Святковий день муніципалітету — 24 червня. Поштовий індекс — 5120.  Код місцевої адміністративної одиниці — 1819. Складова статистичного регіону Північ.

## Назва
- Табуасу (порт. Tabuaço, стара орфографія: порт. Taboaço) — сучасна португальська назва.

## Географія
Табуасу розташоване на півночі Португалії, на півночі округу Візеу.
Табуасу межує на півночі з муніципалітетом Саброза, на сході — з муніципалітетом Сан-Жуан-да-Пешкейра, на південному сході — з муніципалітетом Сернансельє, на південному заході — з муніципалітетом Моймента-да-Бейра, на заході — з муніципалітетом Армамар.

## Історія
1265 року португальський король Афонсу III надав Табуасу форал, яким визнав за поселенням статус містечка та муніципальні самоврядні права.

## Населення
| Кількість мешканців | Кількість мешканців | Кількість мешканців | Кількість мешканців | Кількість мешканців | Кількість мешканців | Кількість мешканців | Кількість мешканців | Кількість мешканців | Кількість мешканців | Кількість мешканців | Кількість мешканців | Кількість мешканців | Кількість мешканців | Кількість мешканців |
| ------------------- | ------------------- | ------------------- | ------------------- | ------------------- | ------------------- | ------------------- | ------------------- | ------------------- | ------------------- | ------------------- | ------------------- | ------------------- | ------------------- | ------------------- |
| 1864                | 1878                | 1890                | 1900                | 1911                | 1920                | 1930                | 1940                | 1950                | 1960                | 1970                | 1981                | 1991                | 2001                | 2011                |
| 9 595               | 9 775               | 9 709               | 9 517               | 9 712               | 8 653               | 9 362               | 10 242              | 10 377              | 11 640              | 8 490               | 8 521               | 7 901               | 6 785               | 6 350               |